# Morag Siller
Morag Siller (* 1. November 1969 in Edinburgh, Schottland; † 15. April 2016 in Manchester, England) war eine britische Schauspielerin, Voice-over-Künstlerin und Radio-Präsentatorin.

## Leben
Morag Siller wurde 1969 in Edinburgh geboren und im Alter von drei Jahren zusammen mit ihrem Zwillingsbruder adoptiert. Eigentlich wollte Siller während ihrer Schulzeit Pianistin werden, bis ihr klar wurde, dass sie nicht dazu in der Lage wäre, diesen Beruf professionell auszuüben. Auch für den Polizeidienst war sie aufgrund ihrer Körpergröße nicht geeignet.
Ihre ersten Auftritte absolvierte sie während ihrer Schulzeit, zumeist, um einen Grund dafür zu haben, nicht die Schule besuchen zu müssen. Bis zu ihrem Umzug nach London im Alter von 18 Jahren besuchte sie in Teilzeit die Edinburgh Acting School. Dort schrieb sie sich an der Sylvia Young Theatre School ein, außerdem belegte Siller Kurse an der Royal Academy of Dramatic Art. Noch während ihrer Schulzeit erhielt sie eine kleine Rolle in David Puttnams Film Memphis Belle.
Morag Siller starb am 15. April 2016 im Alter von 46 Jahren an Brustkrebs.

### Schauspielkarriere
Seit 1992 hatte Siller zahlreiche Filmrollen, West-End-Theater-, Fernseh- und Radioauftritte. Sie drehte einige Werbespots und Pop-Videos, z. B. Morrissey, Holly Johnson, Thompson Twins und Comic Relief. Im Jahr 2000 folgte sie ihrer Berufung: Sie konzipierte und produzierte eine Comedy Sketchshow, The Brushed Forward Arrangement.

### Persönliches
Im Mai 2005 heiratete Siller ihren Lebenspartner, den klassischen Musiker Tim Nicholson. Das Paar lebte kinderlos in Cheshire, England.